# Excursão geomagnética
Uma excursão geomagnética, assim como uma reversão geomagnética, é uma mudança significativa no campo magnético da Terra. Ao contrário das reversões, uma excursão não é uma reorientação de longo prazo do campo em grande escala, mas representa uma mudança dramática, tipicamente (geologicamente) de curta duração na intensidade do campo, com uma variação na orientação do pólo de até 45° em relação à posição anterior.
Eventos de excursão geralmente duram apenas alguns milhares ou algumas dezenas de milhares de anos e frequentemente envolvem declínios na intensidade do campo entre 0 e 20% do normal. Ao contrário das reversões completas, as excursões geralmente não são registradas em todo o globo. Isto deve-se, certamente, em parte, ao fato de não se registarem bem no registro sedimentar, mas também parece provável que as excursões não se estendam normalmente por todo o campo geomagnético global.

## Ocorrência
Com exceção de períodos recentes do passado geológico, não se sabe bem com que frequência ocorrem as excursões geomagnéticas. Ao contrário das reversões geomagnéticas, que são facilmente detectadas pela mudança na direção do campo, as excursões de duração relativamente curta podem ser facilmente ignoradas em registros de longa duração. O conhecimento atual sugere que são cerca de dez vezes mais abundantes do que as inversões, com até 12 excursões documentadas desde a última reversão, Brunhes–Matuyama: essas excursões durante o cron geomagnético de Brunhes são relativamente bem descritas.
Excursões geomagnéticas nos crons Matuyama, Gauss e Gilbert também são relatadas e novas excursões possíveis são sugeridas para esses crons com base na análise dos núcleos de perfuração profunda do Lago Baikal e sua comparação com os registros do núcleo oceânico (ODP) e do loesse chinês.

## Possíveis causas
A opinião científica está dividida sobre o que causa as excursões geomagnéticas. A hipótese dominante é que elas são uma instabilidade inerente aos processos do dínamo que geram o campo magnético. Outros sugerem que as excursões ocorrem quando o campo magnético é revertido apenas dentro do núcleo externo líquido e as reversões completas ocorreriam quando o núcleo externo e interno fossem afetados.

## Efeitos
Devido ao enfraquecimento do campo magnético, especialmente durante o período de transição, mais radiação atingiria a superfície da Terra, aumentando a produção de berílio 10 e os níveis de carbono 14. No entanto, é provável que nada sério tenha ocorrido, já que o Homo erectus e possivelmente o Homo heidelbergensis sobreviveram à reversão Brunhes-Matuyama sem nenhum efeito nocivo conhecido, e as excursões são mais curtas e não resultam em mudanças permanentes no campo magnético.
O maior perigo para a sociedade moderna provavelmente será semelhante ao das tempestades geomagnéticas, onde satélites e fontes de energia podem ser danificados, e a navegação por bússola também seria afetada. 

### Relação com o clima
Há evidências de que as excursões geomagnéticas estão associadas a episódios de resfriamento climático rápido de curto prazo durante períodos de glaciação continental (eras glaciais).
Análises recentes da frequência de reversão geomagnética, do registro de isótopos de oxigênio e da taxa de subducção das placas tectônicas, que são indicadores das mudanças no fluxo de calor no limite do manto central, do clima e da atividade tectônica das placas, mostram que todas essas mudanças indicam ritmos semelhantes na escala de tempo de milhões de anos na Era Cenozóica, ocorrendo com a periodicidade fundamental comum de cerca de 13 milhões de anos durante a maior parte do tempo.